# Adio!...
„Adio!...” este o nuvelă filozofică scrisă de Mircea Eliade și publicată în anul 1965 în Revista Scriitorilor Români din München (R.F. Germania), apoi în volumul La țigănci și alte povestiri, tipărit în 1969 de Editura pentru literatură din București. Tematica centrală a acestei nuvele o constituie problematica teatrului de idei, adică mai precis revitalizarea sacrului și a timpului mitic prin intermediul spectacolului.
Această nuvelă, pe care criticii o consideră una dintre cele mai teoretice scrieri literare ale lui Mircea Eliade, are forma unui spectacol de teatru și discută contradicția filozofică între cele două lumi care întrețin raporturi diametral opuse cu timpul: lumea mitică (timpul sacru ce se descoperă doar oamenilor inițiați care sunt capabili să înțeleagă și să trăiască misterul creației) și lumea modernă (timpul istoric populat cu oameni lipsiți de înțelegerea istoriei și care și-au pierdut capacitatea de a înțelege sacrul) sub forma unei piese de teatru care „rezumă și totodată explică întreaga Istorie a religiilor”. Sala de teatru devine astfel locul de pătrundere într-o altă lume.
Subiectul excesiv de teoretic al nuvelei „Adio!...” permite o serie de interpretări ezoterice și teologice cu privire la condiția umană în contextul unei epoci moderne desacralizate, în care s-a proclamat „moartea lui Dumnezeu”. Discuțiile purtate între actori și spectatori contribuie, la fel ca în teatrul experimental din perioada avangardistă, la descifrarea simbolurilor incluse în piesa de teatru. Spre deosebire de celelalte creații literare ale lui Elide, aici este scoasă în evidență dihotomia absolută între sacru și profan.

## Rezumat
Autorul își imaginează posibilitatea de a scrie o piesă de teatru. Fiind istoric al religiilor, el ar scrie o piesă care „rezumă și totodată explică întreaga istorie a religiilor”. La începutul piesei, un actor ar apărea pe scenă în fața cortinei coborâte și ar rosti spectatorilor de trei ori cuvântul „Adio!...”, afirmând că acest cuvânt este tot ce avea să le spună. Apoi, el ar pleca, iar publicul va rămâne nedumerit.
După un timp, în sală va izbucni un vacarm, iar dintr-un colț se va ivi un alt actor ce va ruga publicul să facă liniște pentru că piesa de teatru se joacă în spatele cortinei coborâte. În timp ce din spatele cortinei se aud voci, actorul le spune spectatorilor că zgomotele din sală îi deranjează pe interpreții din spatele cortinei. El îi ceartă că nu au înțeles cuvântul simplu rostit de actorul ce apăruse anterior. În acest moment, o parte din spectatori se ridică în picioare și protestează că ei nu sunt public de rând și că s-au pregătit în timpul verii pentru a înțelege piesa de teatru. Actorul ridică cortina pe jumătate, iar spectatorii văd pe scenă o femeie tânără și frumoasă ce ținea mâinile la spate (ca și cum ar fi fost legate), iar în fața ei se afla un bărbat bătrân, încruntat și cu privirea pironită în pământ. Acesta din urmă dispare imediat în culise, iar în acel moment fața fetei se luminează. Cortina se coboară imediat, iar spectatorii aplaudă.
În acel moment, din spatele cortinei apare fata tânără și frumoasă din scena anterioară. Ea îi ceartă pe spectatori că deranjează desfășurarea piesei de teatru. Fata se uită la actor și-i spune că publicul nu înțelege nimic din ceea ce se petrece pe scenă. La cererea spectatorilor, ea le spune că nu e actriță de meserie și că ar fi fost aleasă de regizor să joace rolul Melaniei după ce acesta o văzuse izbucnind în lacrimi în fața afișului pentru că și-a dat seama că „cineva, pe care nu-l cunoșteam, dar pe care-l așteptam, pe care-l iubeam deja, poate fără să-mi dau seama, cineva care ar fi putut juca un rol hotărâtor în viața mea, care m-ar fi putut face fericită (...), acel cineva pe care încă nu apucasem să-l cunosc, deși îl așteptam, și poate chiar îl căutam, omul acela îmi spunea mie (...): Adio!...”.
Nemulțumiți de explicațiile fetei, spectatorii cer să vină regizorul pentru a sta de vorbă cu ei. În acel moment, regizorul apare din fundul sălii și se îndreaptă spre scenă și le spune că piesa rezumă întreaga istorie a religiilor, ea fiind alcătuită din tăceri lungi și sterile care apar pentru că sute și mii de ani nu s-a inventat niciun zeu și nicio idee semnificativă. Autorul piesei, profesorul, a sugerat umplerea scenei cu un decor format din butoaie și spânzurători care simbolizează următoarea evoluție în istoria omenirii: „secole, sau chiar milenii, nu se întâmplă nimic în lumea spiritului, nu se creează nimic, dar istoria continuă, oamenii beau și petrec ca să uite, iar stăpânii spânzură ca să rămână stăpâni”. Scena văzută de spectatori se referea la India postvedică, în care bătrânul mânios reprezenta lumea veche abandonată (politeismul vedic), iar tânăra cu mâinile legate, Melania, este spiritul care se deșteaptă, dându-și seama că nu a fost niciodată legat, adică înrobit de materie.
Spectatorii continuă să-și manifeste supărarea că sunt crezuți a fi ignoranți, iar din spatele scenei apare actorul Darius, îmbrăcat în costum de epocă. El imploră publicul să facă liniște, spunând că fiecare voce din piesă reprezintă un secol, un simbol sau un profet. Spectatorii cer ridicarea cortinei, dar actorii spun că ei nu pot să o ridice pentru că ea a fost lăsată înainte de începerea spectacolului pentru că acesta este adevărul istoric. În timp ce spectatorii trăiesc în anul 1964, actorii retrăiesc întreaga istorie a religiilor. Cortina nu poate fi ridicată pentru că Dumnezeu nu mai există pentru oamenii care fac parte din societatea occidentală modernă, moartea lui fiind proclamată de Friedrich Nietzsche pe la 1880–1882.
Regizorul intervine și spune că potrivit autorului, înainte de a muri, Dumnezeu și-a luat rămas bun de la unii oameni (îndeosebi copii). Publicul întreabă de ce Dumnezeu și-a luat rămas bun spunând de trei ori „Adio!...”, iar regizorul îl întreabă pe autor. Autorul rămâne încurcat de întrebarea spectatorilor și în final, fiind pus în imposibilitatea de a oferi cheia de interpretare unui „public savant”, sfătuit chiar de regizor, renunță să mai scrie piesa care, între timp, s-a jucat.

## Personaje
- autorul piesei — profesor de istoria religiilor, obsedat de teroarea istoriei,[7][10] autorul studiului Le Mythe de l'éternel retour.[14][35] Autorul Mircea Eliade se include aici ca personaj,[14][40] așa cum o mai făcuse și în nuvela „Podul”.[41] El își imaginează că va scrie o piesă de teatru cu un caracter experimental și că se va afla în public la reprezentația ei.[10][12][42] Dându-și seama că spectatorii nu vor înțelege textul și îi vor cere să explice simbolurile pe care intenționa să le utilizeze, autorul renunță în final să mai scrie piesa.[35][43]
- regizorul piesei (numit aici „directorul de scenă” sau simplu „directorul”)[44] — pasionat de istoria religiilor;[7] se află inițial în fundul sălii și se îndreaptă apoi spre scenă pentru a le explica spectatorilor piesa.[38][44] Este un alter ego al autorului.[7]
- actorul ce apare la început și rostește de trei ori „Adio!...”[12][16]
- un actor între două vârste, „cu o privire palidă, melancolică”[18][45] — trebuia să rostească un monolog în sotto voce în actul II pentru care a refuzat roluri de mare prestigiu la teatre din provincie;[18] el îi roagă pe spectatori să facă liniște pentru ca piesa să se joace în spatele cortinei, apoi o ridică pe jumătate[19][46]
- Melania — o femeie tânără și frumoasă ce joacă în piesă rolul Spiritului ce se deșteaptă.[16] Este de profesie dansatoare.[26][47] Atrasă încă din copilărie de necunoscut, s-a oprit într-o zi de vară în fața afișului piesei și, înțelegând mesajul ei, a izbucnit în lacrimi; regizorul a observat-o și i-a oferit rolul Melaniei.[25][24]
- Darius — un actor cu profunde sentimente religioase,[48] îmbrăcat în costum de epocă, care afirmă că actorii trăiesc pentru a juca o dată sau de două ori în viață o piesă atât de importantă[49]
- o spectatoare în vârstă care afirmă că a studiat Mahāyāna[50][51]
- un spectator intelectual din rândul I — „încă tânăr, inteligent, erudit, cu mult umor”, care menționează Misterul Tatălui[23][52]
- actori[12]
- public[12]

## Scrierea și publicarea nuvelei
Nuvela „Adio!...” a fost scrisă probabil în 1964 (an în care are loc reprezentația piesei din nuvelă) și a fost publicată în anul 1965 în Revista Scriitorilor Români (pp. 7–25), almanah literar editat anual începând din 1962 de Societatea Academică Română din München (R.F. Germania).
Ca urmare a faptului că, după cel de-al Doilea Război Mondial, opera literară a lui Mircea Eliade a fost interzisă la publicare timp de peste două decenii de către autoritățile regimului comunist, nuvela „Adio!...” a fost publicată în România abia în anul 1969, când a fost inclusă în volumul La țigănci și alte povestiri, tipărit de Editura pentru literatură din București. Potrivit dorinței autorului, exprimată într-o scrisoare din 15 iulie 1968 către Elena Beram (redactoarea Editurii pentru literatură), ordinea textelor din acel volum era cea cronologică, iar la sfârșitul fiecărei nuvele era menționat anul redactării ei. Cartea a apărut într-un tiraj destul de mic pentru acele vremuri și, cu toate că a fost prost difuzată în rețeaua de librării, s-a epuizat rapid. Prefața volumului, intitulată „Dialectica fantasticului”, a fost scrisă de profesorul Sorin Alexandrescu, nepotul autorului.

## Teoria lui Eliade cu privire la istoria religiilor

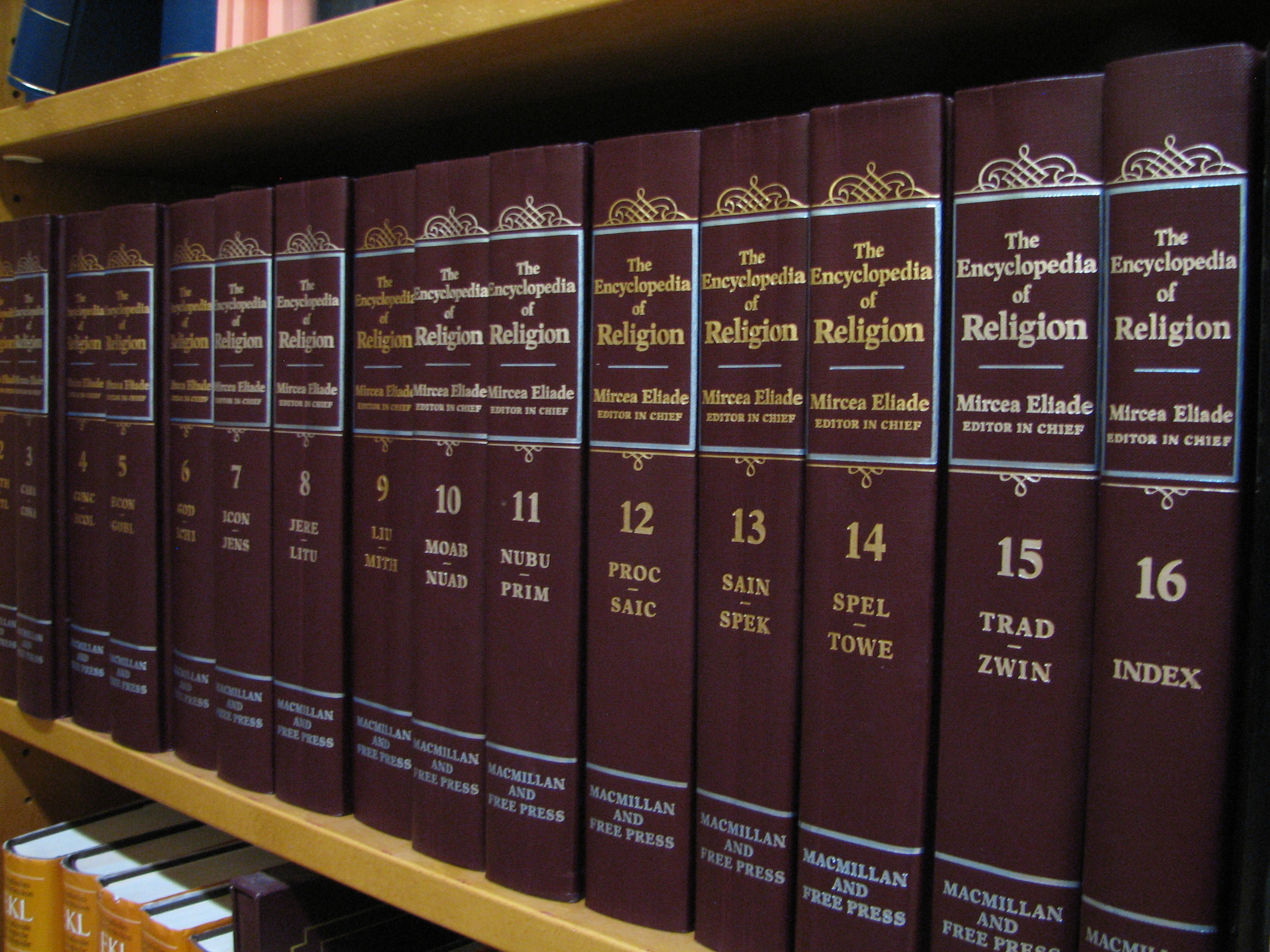
Cele 16 volume ale lucrării științifice The Encyclopedia of Religion, apărute sub coordonarea lui Mircea Eliade

Spre deosebire de religie care consideră în mod tradițional că viața omului are un sens, istoria religiilor scoate în evidență tendința progresivă a omului de a-și pierde religiozitatea și de a nu mai găsi un sens esențial al existenței sale.
Teoria lui Mircea Eliade în calitate de istoric al religiilor este că, într-o epocă modernă tot mai desacralizată, semnificația religioasă a existenței poate fi percepută tot mai greu, iar oamenii regăsesc misterul sacru doar în mituri. Se manifestă astfel, potrivit specialistului Norman J. Girardot, fost asistent personal al lui Mircea Eliade și apoi profesor de studii religioase la Universitatea Lehigh, o devalorizare a sacrului în epoca modernă prin înlocuirea miturilor sacre ale creării omenirii cu explicații raționaliste ale apariției și evoluției accidentale a omului. În aceste condiții, religia și miturile sunt considerate tot mai mult ca fiind simple ficțiuni, iar existența omului este percepută ca având un sens complet istoric sau doar accidental. Ca urmare, omul contemporan trăiește dramele istorice ale vremii, fără a le mai găsi o semnificație, simțind „teroarea istoriei”. Realitatea este aparent banală, în viziunea lui Eliade, ea ascunzând taine ce trebuie descoperite și decriptate. Această teorie apare ca un laitmotiv în majoritatea scrierilor lui Eliade.
Mircea Eliade a încercat în scrierile sale atât academice, cât și literare să descopere un sens esențial al istoriei omenirii prin compararea miturilor antice și prin prelungirea lor în ficțiunea fantastică modernă, căutând o interpretare religioasă a existenței umane.

## Analiză literară
Nuvelele publicate de Mircea Eliade în perioada exilului urmăresc să descopere prezența sacrului în evenimentele cele mai banale ale existenței umane, transformându-l pe scriitor în cel mai important autor de proză fantastică din literatura română, comparabil cu Howard Phillips Lovecraft și J.R.R. Tolkien. Potrivit teoriei sale, transcendentul este camuflat în istorie, iar literatura are rolul să înregistreze și să reveleze hierofaniile (manifestările sacrului), cultivând evaziunea fantastică într-un mod criptic, fără comentarii simplificatoare. Lumea are două planuri în viziunea lui Eliade: un plan al lumii cauzale, obiective, și un plan al lumii tainelor, iar omul trăiește la intersecția celor două planuri, unde interferează energiile individuale cu energiile cosmice. Nuvelele eliadiene exprimă strădania autorului de cunoaștere a tainelor universului și de accedere în planul sacru.
Concepția originală a lui Eliade asupra fantasticului provine, potrivit propriei opinii, din teoria sa despre „irecognoscibilitatea miracolului”, adică din credința sa că, după Întrupare, „transcendentul” este camuflat în lume sau în istorie, devenind astfel „irecognoscibil”. Mircea Eliade încearcă să demonstreze, potrivit criticului Alex. Ștefănescu, posibilitatea realizării unor experiențe metafizice care să ducă la transcendență prin intermediul unor mijloace disponibile tuturor. Aceste experiențe pot avea loc în locuri destul de banale precum o cameră de hotel (în Noaptea de Sânziene), un pod („Uniforme de general”), o pivniță („Pe strada Mântuleasa...”), un bordel („La țigănci”) sau o sală de teatru („Adio!...”), care devin astfel locul de trecere într-o altă lume.
Literatura are ca scop, în concepția lui Eliade, transportarea cititorului într-o realitate mitică, diferită de cea profană, caracterizată prin prezența camuflată a unor simboluri sacre. Amestecul sacrului cu profanul conferă realității un aspect confuz, ambiguu, făcând ca interpretarea simbolurilor să aibă un rol esențial.

### Rolul teatrului în creația eliadiană
Opera lui Mircea Eliade urmărește recuperarea sacrului și a memoriei mitice; căile de acces către realitatea primordială sunt religia și teatrul. Regăsirea memoriei mitice (anamneza) determină o integrare a timpului uman în periodicitatea cosmică și eternitatea divină. Spectacolul îndeplinește rolul de catalizator al procesului de anamneză, prin revelarea mitului și prin apărarea omului de teroarea istoriei. Fără a-i subaprecia valoarea estetică, Mircea Eliade a susținut că arta trebuie să aibă, în primul rând, un rol inițiatic, prin provocarea unei „ieșiri” în afara timpului cotidian, adică a unei înălțări spirituale.
Mircea Eliade a fost interesat încă de timpuriu de teatru atât ca scriitor, cât mai ales ca istoric al religiilor, căci a descoperit existența unui spectacol în formă incipientă în ritualurile magilor și șamanilor. Spectacolul putea oferi, în opinia scriitorului, importante lecții ontologice, teologice și religioase. Într-o însemnare din 23 martie 1974 publicată în volumul II al lucrării memorialistice Fragments d’un journal (1970–1978) scriitorul notează că, deși și-a cultivat pasiunea pentru teatru în piese scrise special pentru scenă, a abordat problemele teatrale și în nuvelele sale.
Tematica centrală a trei nuvele: „Adio!…” (1965), „Uniforme de general” (1973) și „Incognito la Buchenwald” (1975) este problematica teatrului de idei. Prima dintre ele, „Adio!…”, doar introduce tema spectacolului, care va fi amplificată în celelalte două nuvele. Într-o lucrare documentată dedicată prezenței spectacolului în opera literară a lui Mircea Eliade (Mircea Eliade – Spectacolul magic, Ed. Litera, București, 1991), teatrologa Maria Vodă Căpușan constata că narațiunile eliadiene cu tematică teatrală au o dublă deschidere: atât pentru lectură, cât și pentru reprezentare teatrală.
Mircea Eliade a recunoscut că, în calitate de autor dramatic, a fost preocupat de „reprezentarea unui timp imaginar – mitic – în durata reală a unui spectacol”. Spre deosebire de literatură în care are loc o întrepătrundere a timpului sacru (mitic) cu timpul profan, în cazul spectacolului există o delimitare netă între cele două timpuri. Timpul sacru este, prin urmare, perceput în mod diferit în cazul lecturii și al spectacolului.

### Aspectul experimental al spectacolului
Nuvela „Adio!...”, scrisă în anii 1960, într-o perioadă de glorie a teatrului experimental, scoate în evidență interesul manifestat de Mircea Eliade pentru înnoirea spectacolului teatral. În această povestire autorul își imaginează cum ar proceda în ipoteza că ar scrie o piesă de teatru. Nuvela este scrisă ca și cum autorul ar fi cronicarul noii reprezentanții a unei piese de teatru experimental (considerată a fi „ceva nou”, „ceva care nu s-a mai încercat pînă acum”) în fața unui public cult și lipsit de inhibiții.
Piesa care urmează a fi reprezentată se află în stadiul de proiect posibil după cum reiese din prima frază a nuvelei: „Dacă mă voi hotărî vreodată să scriu o piesă de teatru iată cum aș face” și ar urma să se joace în spatele cortinei coborâte. Aspectul inovator și paradoxal al spectacolului îl constituie faptul că el nu este jucat pentru spectatori și s-ar putea juca foarte bine și în absența lor. Autorul își imaginează modul cum ar reacționa publicul în fața acestui spectacol: vacarmul creat de spectatorii nemulțumiți că nu asistă la reprezentație și încercările zadarnice ale actorilor, regizorului și autorului de a explica publicului că piesa se joacă în spatele cortinei. Auzind „ca prin vis” întrebările spectatorilor și neputând să răspundă la unele dintre ele, autorul descoperă motivul real al rezistenței sale în scrierea pieselor de teatru. Această constatare îl determină să renunțe să mai scrie piesa, iar nuvela se termină ca o trezire bruscă dintr-un coșmar. Narațiunea are forma unui vis sau a unei fantezii a autorului, de aceea se încheie în mod abrupt cu conștientizarea ineficienței unui proiect literar ce nu ar putea fi înțeles de public.
Ceea ce reiese din această nuvelă este, potrivit criticului Gheorghe Glodeanu, „ideea de spectacol ca act revelator”, axat pe retrăirea unui moment sacru al istoriei umanității și nu pe funcția sa ludică. Este scoasă în evidență atitudinea publicului contemporan excesiv de erudit care caută să disece piesele în loc să încerce să-și cultive imaginația și să trăiască emoțiile artistice.
Existența mai multor referiri directe ale personajelor la autorul piesei și identificarea clară a acestuia pe parcursul nuvelei reprezintă un alt element avangardist: actrița dansatoare care interpretează rolul Melaniei susține că nu s-a putut exprima prin dans deoarece autorul este un profesor universitar care se teme să nu fie înțeles greșit, iar regizorul afirmă că profesorul este obsedat de teroarea istoriei, după cum se poate constata în cartea Le Mythe de l'éternel retour. Ordinea de reprezentare a diferitelor scene ale piesei este schimbată frecvent ca urmare a faptului că profesorul, bine informat cu privire la ultimele descoperiri științifice în domeniul istoriei religiilor, nu vrea ca piesa să se abată de la adevărul istoric. Autorul piesei este, prin urmare, scriitorul și profesorul universitar Mircea Eliade, care a publicat în 1949, la Paris, tratatul filozofic Le mythe de l'éternel retour.

### Simboluri
Nuvela „Adio!...” reinterpretează istoria omenirii din perspectiva istoriei religiilor, prezentând o imagine a lumii ca un theatrum mundi. Piesa încearcă să rezume și să explice problematica istoriei religiilor în contextul epocii moderne, evocând evenimentele spirituale care au precedat proclamarea „morții lui Dumnezeu” de către Nietzsche. Nuvela, care începe cu o frază scrisă la persoana I (ca în mai multe scrieri ale lui Eliade), este alcătuită din dialogul autorului, regizorului și actorilor cu spectatorii aflați în sală, fiind puse în discuție rolul cortinei coborâte și a unor elemente de decor, precum și delimitarea timpului. Lumea revelată de actori este considerată a fi „o suprarealitate, un topos transcendent la ale cărui semnificații ultime au acces doar cei capabili să recunoască și să interpreteze semnalele sacrului”.
Teatrul conceput de Eliade în această piesă este un teatru absurd, precum antiteatrul lui Beckett, care parodiază intriga convențională și folosește un limbaj automatic și paradoxal (monologurile sunt sublime, dar nu pot fi auzite deoarece sunt rostite în sotto voce). Reprezentarea unei piese ce încearcă să explice istoria ideilor este dificilă din cauza faptului că momentele de avânt spiritual alternează cu momente lungi de tăcere sterilă.
Decorul format din butoaie și spânzurători reprezintă un model de societate dictatorială, în care nu se creează nimic pe plan spiritual, oamenii simpli limitându-se să bea și să petreacă, în timp ce stăpânii își manifestă puterea prin uciderea oponenților. Scena care li se revelează spectatorilor este cea în care spiritul conștientizează că el nu a fost niciodată înlănțuit și se redescoperă pe sine. În concepția autorului, secundele reprezintă epoci istorice, în timp ce fiecare voce din piesă reprezintă „un secol, un simbol, un profet”.
Scena capitală a nuvelei, care prilejuiește interpretarea adecvată a textului, este cea în care cortina se ridică pe jumătate, dezvăluind spectatorilor imaginea unei femei tinere și frumoase, cu mâinile legate la spate, sub privirile încruntate ale unui „bărbat aproape bătrân”, care dispare curând în spatele scenei. Bătrânul mânios care veghează somnul tinerei fete cu mâinile legate reprezintă lumea veche (politeismul vedic), în timp ce fata tânără și frumoasă este spiritul (atman), care se deșteaptă, dându-și seama că nu a putut fi niciodată înrobit de materie. În această reprezentare, spiritul are totuși o voce foarte slabă, ceea ce semnifică ideea că adevărurile fundamentale ale credinței nu sunt înțelese de majoritatea populației, ci doar de un mic grup de oameni inițiați. Criticul Elena Bortă consideră că cele trei personaje principale ale piesei: Darius („un bărbat cu profunde sentimente religioase”, care l-ar putea reprezenta pe „Fiul lui Dumnezeu”), Melania (care reprezintă spiritul) și bătrânul (care l-ar reprezenta pe Tatăl), întruchipează „misterul teologiei trinitare” al religiei creștine, iar acest simbolism trinitar este subliniat prin tripla rostire a cuvântului „Adio!”.
Reprezentarea piesei pe scenă în spatele cortinei coborâte, precedată de rostirea către public a cuvântului „Adio”, simbolizează ruperea contactului spiritual al omului modern cu divinitatea. Actorii și spectatorii, cele două grupuri de personaje ale nuvelei, sunt definite prin contrastul filozofic între prezența și absența lui Dumnezeu. Ca și în teatrul absurd scris de Eugen Ionescu și Samuel Beckett în anii 1950, nuvela „Adio!...” aduce în prim-plan ideea comunicării prin tăcere, a neputinței omului modern de a percepe misterul religios și a creării spectacolului prin interacțiune cu publicul. Problematica nuvelei o constituie, pe lângă conceptul de deus otiosus, neliniștea și scepticismul omului modern cu privire la existența sau inexistența lui Dumnezeu. Omenirea devine astfel subiectul tragic al nuvelei prin pierderea accesului la un nivel transcendent al înțelegerii. Revenirea în finalul nuvelei la cadrul inițial semnifică faptul că adevărul nu este o noțiune absolută, ci relativă, cu sensuri aproximative și fluctuante.

### Existența a două dimensiuni temporale
Eșecul comunicării între actori și spectatori se datorează faptului că ei trăiesc în două timpuri diferite, dar care nu mai relaționează, deoarece omul modern și-a pierdut simțul descifrării divinului. Spectatorii occidentali (în mare parte tineri) trăiesc sub „teroarea istoriei” într-un timp istoric fragmentat, redus la evenimente reale, în care așteaptă cu pasivitate să li se prezinte o piesă așa cum sunt obișnuiți să o primească; viața lor este redusă, astfel, la o existență vegetativă. Neinițiați, dar cu pretenții de erudiție, ei nu mai cred în sacralitate, rămânând astfel captivi ai timpului istoric, din momentul în care a fost proclamată moartea lui Dumnezeu. Spectatorii, în calitate de oameni moderni care nu mai cred în mituri și nu mai participă afectiv la săvârșirea ritualurilor sacre, nu pot trăi decât timpul istoric, care curge pentru ei în mod ireversibil, împiedicându-i să revină la starea primordială. În această nuvelă, scria criticul Gheorghe Glodeanu, proclamarea morții lui Dumnezeu face ca desacralizarea să devină totală. Timpul în care trăiesc spectatorii coincide astfel cu durata reprezentării piesei, adică de la 8.30 până la 11.35.
Timpul artei este dimpotrivă un timp mitic, un prezent eternizat prin posibilitatea retrăirii la nesfârșit a acelorași evenimente cu fiecare reluare a spectacolului de teatru și chiar reversibil prin posibilitatea unor actualizări infinite. Actorii realizează, prin intermediul jocului, un proces de resacralizare a lumii care le permite să retrăiască întreaga istorie a religiilor, în doar câteva ore. Ei creează o realitate transcendentă și devin astfel stăpâni peste un timp sacru, mitic, participând în mod activ la construirea misterului existenței. Regizorul piesei și colectivul de actori încearcă să combată pericolul aneantizării ființelor umane și să le reamintească oamenilor că scopul artelor îl reprezintă „descifrarea semnificațiilor simbolice secrete ale evenimentelor istorice”. Actul soteriologic pus în scenă de actori are scopul de a produce metanoia, o stare de trezire a spiritului prin care se ajunge la îndumnezeire.
Între actori și spectatori se află cortina care separă cele două lumi care întrețin raporturi diametral opuse cu timpul. Ea există pentru spectatori (oamenii moderni), dar nu și pentru actori (oamenii inițiați). Oamenii moderni sunt captivi într-un timp istoric în care Dumnezeu a murit, fiind lipsiți astfel de înțelegerea istoriei. Cu toate acestea, Sacrul continuă să existe camuflat în profan și este perceput doar de oamenii inițiați care sunt capabili să perceapă misterul creației și să-i recunoască semnele. Oamenii observă lumea sacră reprezentată pe scenă, dar, în ciuda faptului că afirmă că s-au pregătit pentru a înțelege, ei nu-i înțeleg semnificația. Publicul și actorii trăiesc în două timpuri diferite, iar cortina împarte oamenii în două categorii: „stăpâni ai timpului sacru” și „robi ai timpului istoric”.
Căderea cortinei are loc o singură dată însă nu odată cu moartea oamenilor, după cum șoptește un spectator, ci atunci când se produce o ruptură între oamenii care cred că Dumnezeu a murit și nu mai pot percepe misterul divin și cei care continuă să creadă în existența lui Dumnezeu și în revelațiile accesibile numai unor persoane inițiate, „adevărații stăpâni ai timpului”. Ca urmare a acestui decalaj temporal, apare o adevărată criză a limbajului între lumea spectatorilor și cea a actorilor: „Nu ne mai înțelegem… Nu ne puteți înțelege, deși în aparență vorbim același limbaj”. Ruperea contactului spiritual cu divinitatea cauzează o desacralizare a cuvântului primordial și o diferențiere de limbaj: limbajul sacralizat, cu o încărcătură spirituală subtilă (accesibil actorilor spectacolului religios) și limbajul profan comun (folosit cotidian de spectatori). Criza de comunicare apare ca urmare a neputinței actorilor de a transpune mesajul sacru al piesei într-un limbaj profan.
Omul modern consideră că existența sa este zadarnică, simțindu-se captiv în același corp material, în loc să încerce să stăpânească timpul prin spirit pentru a-și depăși condiția. Încercarea sa de a cunoaște simbolismul unor elemente sacre este sortită eșecului, deoarece sacralitatea are dimensiuni infinite și depășește capacitatea de înțelegere a omului. Renunțarea din final a autorului de a mai scrie piesa subliniază tocmai ideea că omul modern (care „cunoaște atîtea lucruri, studiază, meditează”) este incapabil să înțeleagă misterul prin rațiune.
Analizând succint această nuvelă, profesorul Norman J. Girardot susține că, din cauza răspândirii secularismului, destinul oamenilor moderni este să fie aproape complet surzi (cu excepția poate a unor copii și a unor femei) la cuvintele rostite de Dumnezeu la începutul istoriei umane: „spre deosebire de omul primitiv și de rarii sfinți și clerici fondatori de tradiții civilizaționale care ar putea depăși periodic opacitatea istoriei devenind actori în drama mitică a primului și ultimului cuvânt al lui Dumnezeu către om, omul modern este sortit să fie spectatorul nerăbdător și plictisit al unei drame complet ascunse de cortina istoriei culturale”. În opinia sa, mesajele semnificative pătrund greu în societatea modernă și pot fi percepute doar de oamenii pregătiți să descopere un sens în evenimente ce par complet absurde.

## Aprecieri critice
Unii cercetători au considerat că această nuvelă ilustrează concepțiile lui Mircea Eliade asupra teatrului, susținând că omul poate reuși să ajungă prin teatru la esența lucrurilor, adică la punctul de pornire al lumii, sustrăgându-se istoriei prin spectacolele teatrale. Scriitorul credea că „artele (dansul, muzica, poezia, artele plastice) au avut la origine o funcție sau o valoare magico-religioasă”, iar în contextul cultural actual, „sub formele ei radical desacralizate, cultura occidentală camuflează semnificații magico-religioase, pe care (cu excepția câtorva poeți și artiști) contemporanii nu le bănuiesc”. În concepția sa, arta este o cale de contemplare a sacrului prin care se încearcă înțelegerea esențelor și a elementelor primordiale ale vieții, iar teatrul devine un „spectacol sacru” ce are datoria să reactualizeze miturile clasice.
Nuvela „Adio!...” se folosește de elementele teatrului absurdului pentru a exprima ideea de „experiență estetică asumată mitic” și pentru a retrăi astfel momentele esențiale ale umanității, putând fi considerată, în opinia eseistei Marta Petreu, o „teoretizare a teatrului ritualic”. Academicianul Eugen Simion afirma că nuvela „Adio!...” este „un proiect de teatru în stil voit absurd (anti-teatru)”, având ca temă misterul descoperirii Spiritului, în timp ce teatrologa Maria Vodă Căpușan o considera „un fals teatral de teatru”. Cercetătorii literari au evidențiat valoarea literar-artistică a acestei nuvele, definind-o ca „o artă poetică, ca formă a metadiscursului, a comment faire-ului eliadesc”, care evidențiază dubla vocație a autorului de om de știință și de artist.
Comentând scrierile lui Mircea Eliade, eseistul Nicolae Steinhardt (1912–1989), un evreu convertit în închisoare la Ortodoxie și devenit ulterior monah la Mănăstirea Rohia, a scris în volumul Jurnalul fericirii (Ed. Dacia, Cluj-Napoca, 1991) că nuvelele „La țigănci”, „Adio!...” și „Pe strada Mântuleasa...” sunt „trei perfecțiuni”; el își exprima tot acolo mirarea că nuvela „Adio!...” a fost publicată în volumul La țigănci și alte povestiri, tipărit în 1969 de Editura pentru literatură din București, afirmând că ar fi vorba de „o elegie legionară” ce a trecut de cenzură. Subiectul nuvelei „Adio!...” ar aparține, potrivit aceluiași eseist, „fantasticului filozofic și ne-miraculos”, care urmărește să descopere o învățătură cu privire la sensul existenței umane.
Gradul ridicat de teoretizare al nuvelei a atras și unele critici. Astfel, filologul Mihai Gheorghiu afirma că nuvela nu reușește să-și dizolve teza metafizică în substanța epică și intelectuală a prozei.

## Traduceri
Nuvela „Adio!...” a fost tradusă în mai multe limbi străine:
- germană („Adieu!...”, în vol. Phantastische geschichten, Insel Verlag, Frankfurt pe Main, 1978; traducere de Edith Silbermann, reeditată în 1980 și 1981 de Suhrkamp Verlag din Frankfurt pe Main în vol. Bei den Zigeunerinnen: Phantastische Geschichten),[120][121][122]
- neerlandeză („Adieu!”, în vol. Aan het hof van Dionis : Verhalen, Uitgeverij Meulenhoff, Amsterdam, 1982; traducere de Liesbeth Ziedses des Plantes),[123]
- engleză („Good-bye!”, în vol. Imagination and Meaning: the Scholarly and Literary Works of Mircea Eliade, editat de Norman J. Girardot și M. L. Ricketts, The Seabury Press, New York, 1982; traducere de Mac Linscott Ricketts),[124]
- franceză („Adieu!...”, în vol. Les trois grâces: nouvelles, Gallimard, Paris, 1984; traducere de Alain Paruit, reeditată în 2009 de Gallimard în vol. Incognito à Buchenwald : précédé de Adieu!),[125][126][127]
- cehă („Sbohem!”, în vol. Hádání z kamenů, Editura Argo, Praga, 2000; traducere de Jiří Našinec),[128][129]
- bulgară („Адио!…”, în vol. Гадателят. Госпожица Кристина. При циганките, Zaharii Stoianov, Sofia, 2002; traducere de Ognean Stamboliev),[130][131]
- japoneză („Adio!…”, în vol. Eriāde gensō shōsetsu zenshū, vol. 2 (1959–1971), Sakuhinsha, Chiyoda, Tokyo, 2004; traducere de Haruya Sumiya)[132][133] etc.

## Notă explicativă
1. ↑  Folcloristul Petru Ursache consideră că principalele modalități de evaziune și de regăsire a stării paradisiace ale omului, teoretizate de Eliade, sunt lectura și teatrul. Lectura este considerată de Eliade ca având o funcție ritualică, de aceea trebuia dirijată către texte cu specific mitic și legendar, care să înalțe spiritual cititorul într-o dimensiune transcendentă. Vezi: Petru Ursache, Camera Sambô. Introducere în opera lui M. Eliade, 1993, pp. 128–147.